# Château de Dudhope

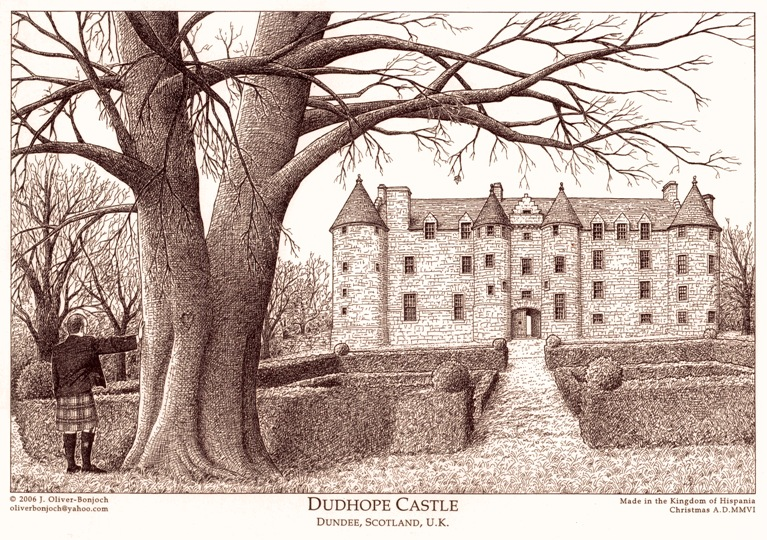
Vue d'artiste du château de Dudhope au début du XIXe siècle.

Le château de Dudhope est une maison-tour médiévale prolongée située sur la face sud de Dundee Law à Dundee, en Écosse.

## Histoire

### Construction et propriété privée
Le château est construit à la fin du XIIIe siècle par la famille Scrymgeour, le château d'origine étant une maison-tour plus petite. Celui-ci est remplacé vers 1460.
Jacques V y est présent en avril 1540. Le château est agrandi en 1580 pour James Scrimgeour et Magdalen Livingstone jusqu'à sa structure actuelle en plan en L avec des tours circulaires "d'angle" supplémentaires, bien que celles-ci aient été démolies au XVIIIe siècle. Jacques VI séjourne à Dudhope le 20 mai 1617.
A la mort en 1668 de John Scrimgeour, 13e (ou 14e) Connétable, et premier comte de Dundee, le roi Charles II ignore l'existence de l'héritier légitime, John Scrimgeour de Kirkton, et donne le Château Dudhope et le poste de connétable à Charles Maitland, frère cadet du 1er duc de Lauderdale.
Plus tard, en difficulté financière, Maitland vend le château de Dudhope en 1684 à John Graham de Claverhouse, plus connu sous le nom de "Bonnie Dundee". C'est du château de Dudhope qu'il part pour Killiecrankie en 1689 ; la victoire où il trouve la mort. En 1694, le roi accorde le château de Dudhope à Archibald Douglas. La famille Douglas est donc la dernière famille d'occupants du château jusqu'en 1790 environ,.

### Autres usages du château
En 1792, le château est loué dans le but de l'utiliser comme usine de laine, bien que le projet ne se soit jamais concrétisé. En 1795, le parc et les terrains sont loués au Board of Ordnance, qui utilise Dudhope comme caserne pendant 95 ans, de 1796 à 1879. Des bâtiments supplémentaires sont construits, dont un hôpital, des quartiers d'officiers, des écuries et des salles de garde. Le bâtiment du château lui-même est utilisé comme logement pour 400 soldats. Le Board of Ordnance abandonne finalement le château en 1881.
En 1854, le conseil municipal de Dundee acquert un sous-bail sur le terrain du château, à utiliser comme installation de loisirs. Le bail dure 351⁄2 ans pour un loyer annuel de 25 £ jusqu'au 1er novembre 1890. À cette époque, le comte de Home a l'intention d'aménager le terrain en logements mitoyens.
Au lieu de cela, le conseil achète le terrain pour 31 700 £, levant lui-même 20 000 £ et le reste étant levé auprès de citoyens généreux par Lord Provost Mathewson. Le terrain est ouvert en tant que parc le 28 septembre 1895 par Sir James Low.
Le bâtiment est ensuite occupé par le ministère des Travaux publics et sert de caserne militaire pendant la guerre de 1914-18 et la guerre de 1939-45. Un canon temporel était autrefois situé dans l'enceinte du château et tirait tous les jours à 13h. Il cesse d'être utilisé en 1916 afin de ne pas déranger les patients de l'infirmerie royale de Dundee à proximité qui souffrent d'un choc d'obus.

### Réaménagement
Le château passe à la corporation de Dundee qui tente de démolir le château en 1958. Dans les années 1985 à 1988, le château est réaménagé et est maintenant utilisé comme bureaux, centre de conférence et logement de la Dundee Business School de l'Université d'Abertay Dundee.